# Aleksandr Bazjenov
Aleksandr Bazjenov, född 13 juli 1995 är en rysk backhoppare som tävlar i världscupen i backhoppning, backhoppningens högsta nivå.